# Villahermosa Yalumá
Villahermosa Yalumá es una localidad del estado mexicano de Chiapas. Es parte del municipio de Comitán de Domínguez.

## Demografía
| Gráfica de evolución demográfica |
|                                  |

| Censo | Población |
| ----- | --------- |
| 1940  | 13        |
| 1950  | 658       |
| 1960  | 1 036     |
| 1970  | 1 108     |
| 1980  | 1 459     |
| 1990  | 1 814     |
| 2000  | 2 030     |
| 2010  | 2 368     |
| 2020  | 2 741     |